# Józef Szmich
Józef Leon Szmich (ur. 17 marca 1952) – przedsiębiorca, doktor inżynier, wykładowca akademicki, twórca przedsiębiorstwa Delia Cosmetics.

## Życiorys
Józef Szmich ukończył naukę w Technikum Chemicznym przy ul. Tamki w Łodzi, a następnie studia na Wydziale Biochemii i Biotechnologii Politechniki Łódzkiej. W 1989 założył z kolegami firmę kosmetyczną, w ramach której tworzyli farby do włosów i eksportowali do Związku Radzieckiego, jednym z wiodących produktów firmy był rozjaśniacz „biała henna”. Po uzyskaniu stopnia doktora, w 1993 zrezygnował z pracy naukowej, skupiając się na działalności biznesowej, a następnie odprzedał udziały w firmie. W 1998 stworzył firmę Delia Cosmetics w ramach której prowadzi 2 zakłady produkcyjne wraz z 5 laboratoriami badawczymi o łącznej powierzchni 10 000 m². W 2018 przekazał zarządzanie firmą synowi. Ponadto wykłada na Wydziale Biochemii i Biotechnologii Politechniki Łódzkiej.
Jest współzałożycielem i inicjatorem utworzenia Technikum Automatyki i Robotyki w Łodzi (wraz z Politechniką Łódzką oraz Łódzką Specjalną Strefą Ekonomiczną), będącego pod patronatem Delia Cosmetics, a także fundatorem stypendiów dla najlepszych uczniów. Utworzył Centrum Naukowo-Badawcze dr Szmich, działające przy łódzkim Technoparku. Jest członkiem Rady Biznesu przy Wydziale Zarządzania i Inżynierii Produkcji Politechniki Łódzkiej. Od 2014 jest członkiem Rady Nadzorczej Polskiego Związku Przemysłu Kosmetycznego, a także należy do Związku Pracodawców „Business Centre Club”, łódzkiego Klubu 500 – Stowarzyszenia Właścicieli, Prezesów i Dyrektorów Firm oraz Łódzkiej Izby Przemysłowo-Handlowej. Wraz z żoną działa charytatywnie, wspierając m.in. Caritas i Fundację Gajusz.

### Życie prywatne
Jego żoną była Alina Szmich (zm. 2023), z którą ma syna – Karola. Rodzina wspólnie prowadzi przedsiębiorstwo.

## Wyróżnienia
- Profesjonalny Menadżer Województwa Łódzkiego (2007, 2010),
- Wyróżnienie Diamenty Forbesa (2009),
- Partner Innowacyjnej Edukacji Uniwersytetu Łódzkiego (2010, 2014),
- Nominacja w konkursie Menadżer Roku (2014),
- Ambasador Polskiej Gospodarki w kategorii „Eksporter” (2014),
- Nominacja do Lidera Polskiego Biznesu (2015),
- Manager Regionu Łódzkiego (2015),
- Dobroczyńca Roku (2017),
- Inwestor Mecenas Nagroda Grohmana (2018),
- Srebrna Odznaka Łódzkiej Izby Przemysłowo-Handlowej (2019)[5][6],
- Statuetka „Skrzydła Wyobraźni” (2022)[11].

## Odznaczenia
- Złoty Krzyż Zasługi (2022)[6],
- Medal 600-lecia Łodzi (2023)[12].